# ブルターニュ公爵城
ブルターニュ公爵城（ブルターニュこうしゃくじょう、フランス語：Château des Ducs de Bretagne）は、フランス・ナントにある広大な要塞城。現在ナントはロワール＝アトランティック県の一部であるが、1941年に分離されるまでは歴史的にブルターニュの一部であった。城はロワール川の右岸にたち、昔は周囲に堀がめぐらされていた。
1207年、当時のブルターニュ公ギィ・ド・トゥアル（ブルターニュ女公コンスタンスの2番目の夫）によって建造された。1466年に再建された。13世紀から16世紀までブルターニュ公の住居であり、1532年以後はフランス王家のブルターニュでの居城となった。城は1840年、フランス文化省によって歴史的建造物のリストに加えられた。

## 修復
1990年代より、ナント市は綿密な修復計画を進め、ナントとブルターニュの歴史的象徴としてかつての栄光をこの場所に取り戻すべく補修を行った。工事には15年かかり、一般公開を3年間中断し、2007年2月9日に再公開した。現在は人気のある観光地となっている。
修復された大建築物には、城の32部屋を備えたナント歴史博物館が含まれる。要塞化された城壁の周囲500メートルを歩くと、城内の建築物全てを眺められないが、町の機能を備えた中庭を見ることができる。

## ギャラリー

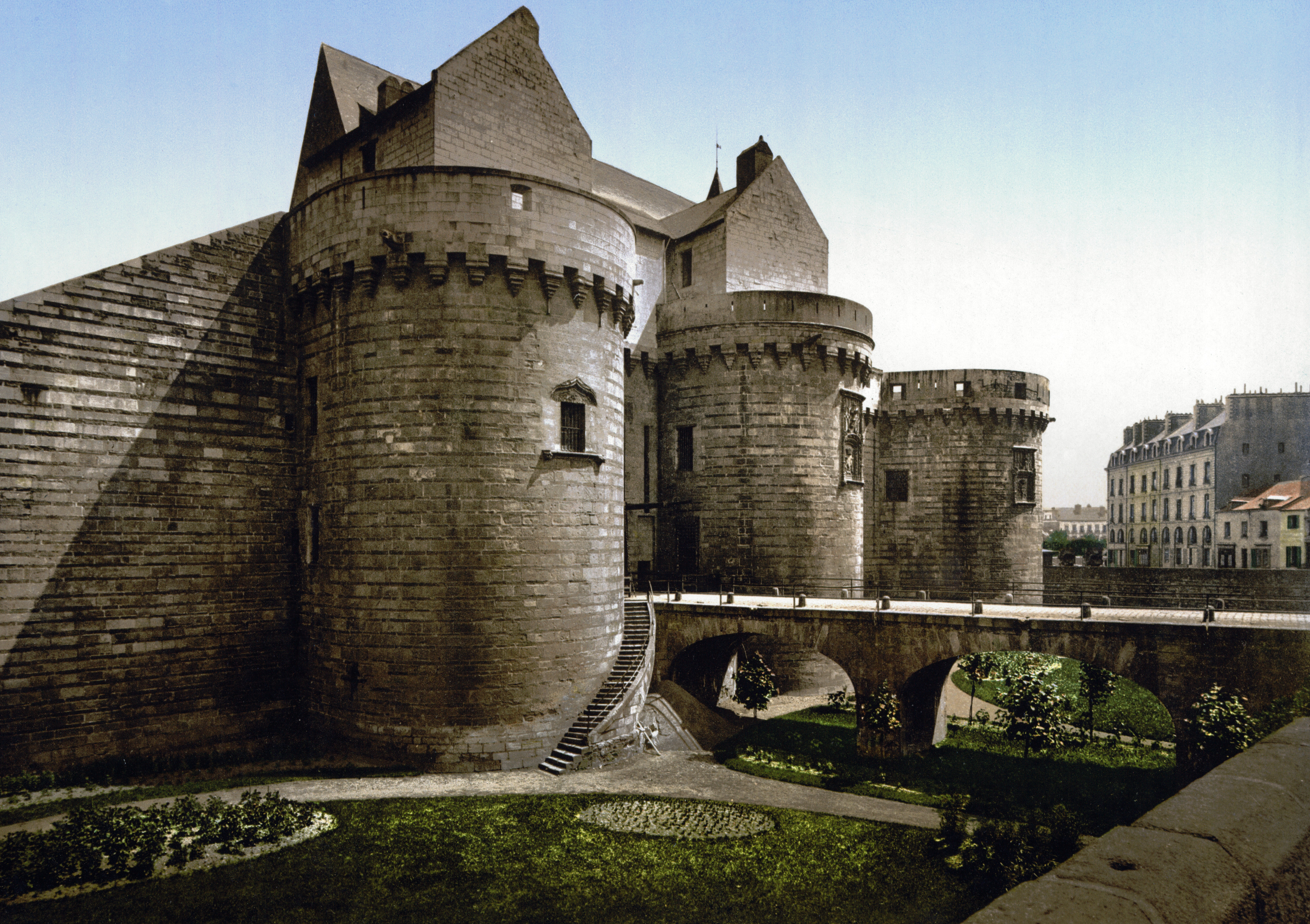
1900年に撮影された入口部分の写真
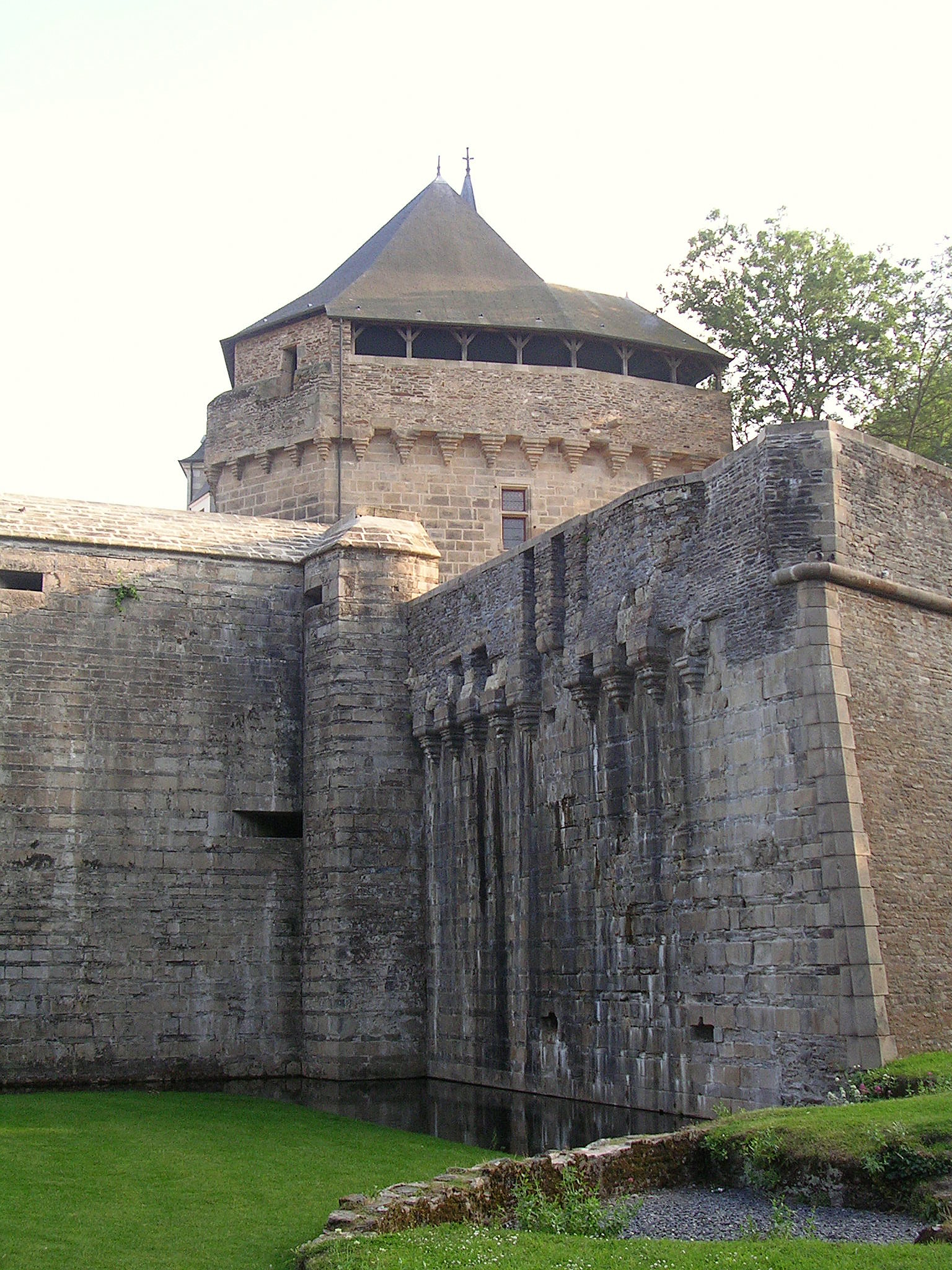
古い要塞部分
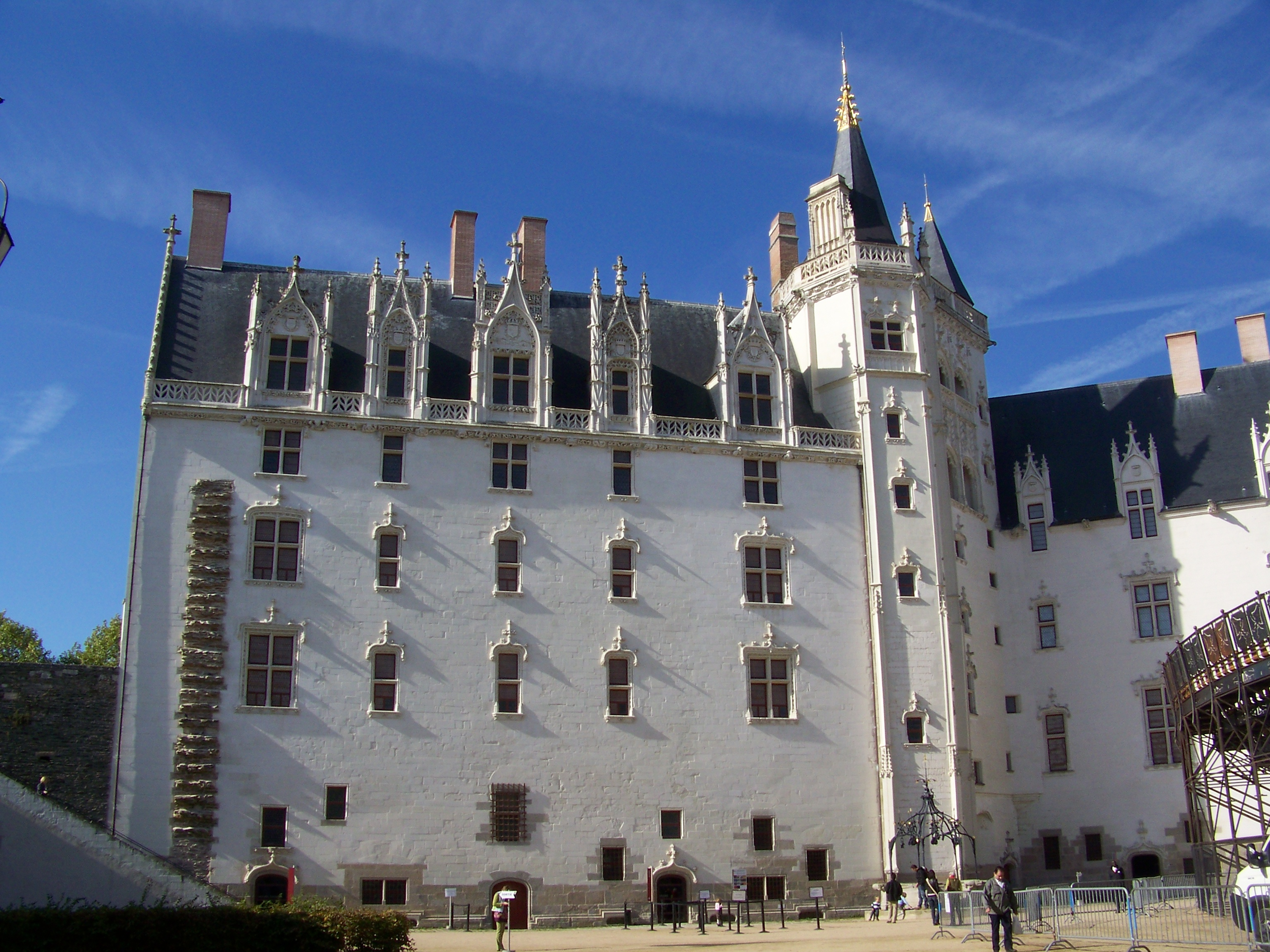
住居部（Le Grand Logis）
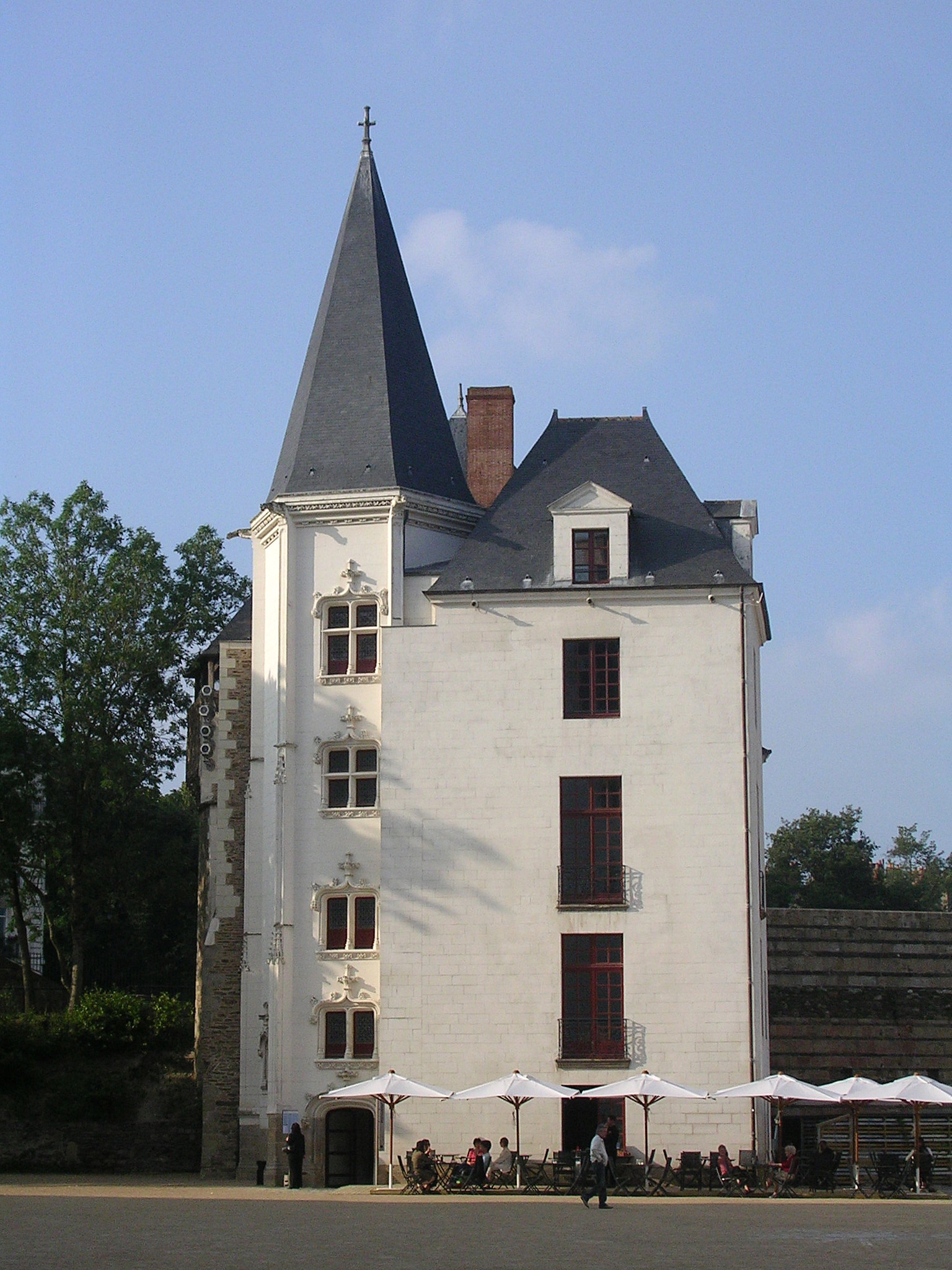
受付（La conciergerie）

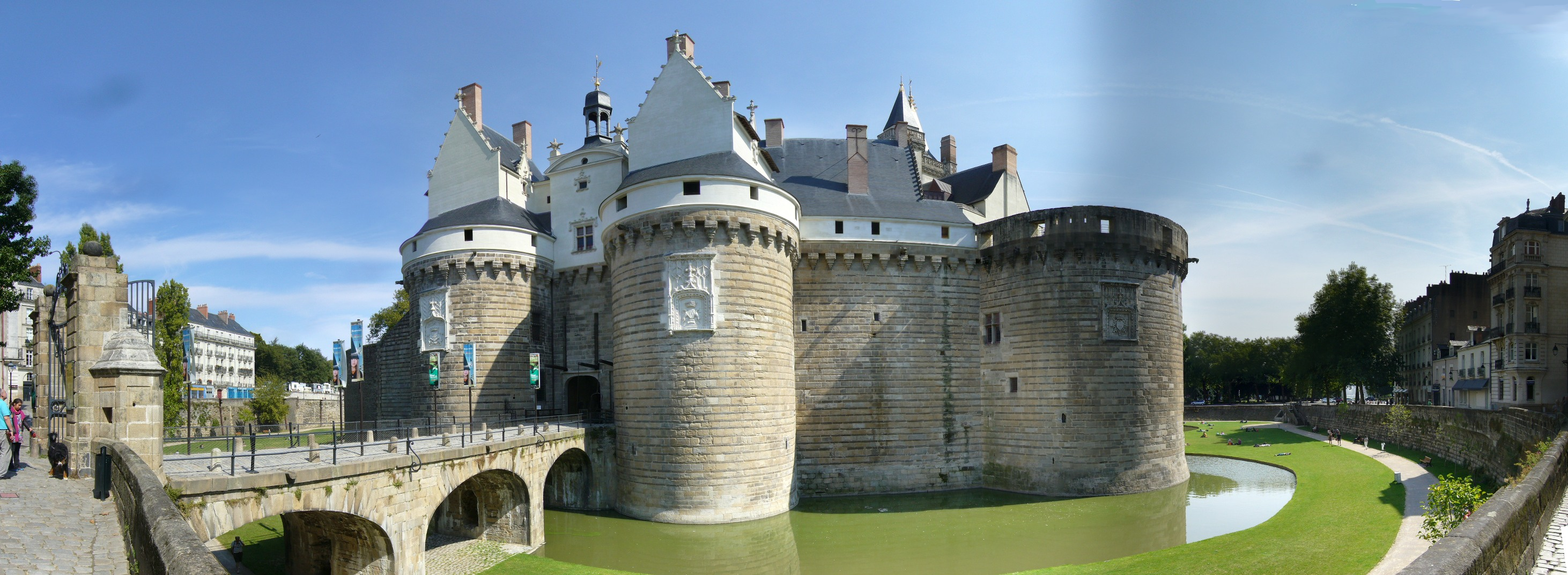
入口